# Vereinsgewehr 1857
Das Vereinsgewehr 1857, auch als Infanteriegewehr 1857 bezeichnet, wurde von Württemberg, Baden und Hessen gemeinsam zur Ausrüstung ihrer Truppen der Bundesarmee entwickelt. Die Vorderladerwaffe benutzte das Minié-Geschoss (Kaliber 13,9 mm) und verfügte über ein Perkussionsschloss. Insgesamt wurden etwas über 70.000 Gewehre fabriziert, davon etwa 30.000 für Württemberg und je 20.000 für Baden und Hessen.
Das Vereinsgewehr 1857 kam im Preußisch-Österreichischen Krieg von 1866 zum Einsatz, wurde in der Folge aber schnell von den aufkommenden Hinterladergewehren abgelöst, insbesondere von dem bereits seit 1839 erprobten Zündnadelgewehr.
Nach der Niederlage bei Königgrätz wurden die meisten Gewehre zum Modell 1857/67 UM mit Dreyse-System zum Zündnadelgewehr umgearbeitet, so dass heute nur noch wenige Exemplare vorhanden sind.

## Varianten
Aus dem württembergischen Infanteriegewehr 1857 wurden der Reiterkarabiner 1860, der Kavalleriekarabiner 1860, der Pionierkarabiner 1860, der Karabiner für Train und Sanität U/M 1862 (je mit 500 mm langem Lauf und Reitstange) sowie die Jägerbüchse 1860 (mit 750 mm langem Lauf sowie Stecher) entwickelt.
Die hessische Version der Waffe lässt sich anhand der Kimme unterscheiden, in diesem Fall befindet sich die Entfernungsskala oben.

## Heutige Verwendung im Schießsport
Die ital. Firma Davide Pedersoli brachte im Jahre 1998 eine Kopie des Infanteriegewehrs 1857 heraus, das seitdem in mehreren Varianten (Veränderung der Visierposition) in der Disziplin Vorderlader-Ordonnanzgewehr 100 m zunehmend Verwendung findet und neben Replikas des Typs Enfield 1853/ 1858/ 1861 getreten ist.